# Sabrina Maree
Sabrina Maree (Sacramento, California; 29 de marzo de 1987) es una actriz pornográfica estadounidense.

## Biografía
Sabrina Caitlin Griswold, como se llama originalmente, nació en la ciudad de Sacramento, capital del estado de California, en 1987. Se crio en la pequeña ciudad de Wilton, al norte del estado. Después de cursar estudios secundarios en un centro privado para niñas, consiguió ingresar en la célebre Universidad de California en Los Ángeles (UCLA), donde empezó sus estudios de psicología.
En 2010, de manera paralela a sus estudios, Sabrina Maree empieza a posar como modelo para diversas revistas. En diciembre de 2010 llegó a ser elegida Pet of the Month de la revista Penthouse. En pocos meses su fama se dispara y lanza su propio sitio web. A partir de 2011 empieza a trabajar para Playboy y Hustler, con diversos vídeos de sexo softcore y hardcore, además de vídeos de temática lésbica. En noviembre de 2011, ingresa en la agencia OC Modeling.
Interesada por su carrera como actriz pornográfica, también ha sabido ver más allá y ha hecho sus pinitos en otras vertientes como la televisión, donde ha participado en episodios de las series Chuck y El mentalista, y en diversos videoclips musicales como Hangover de Taio Cruz o Casual Sex de My Darkest Days.
Se retiró en 2016, con un total de 75 películas grabadas.